# Heteralonia tephroptera
Heteralonia tephroptera är en tvåvingeart som först beskrevs av Zaitzev 1977.  Heteralonia tephroptera ingår i släktet Heteralonia och familjen svävflugor.
Artens utbredningsområde är Afghanistan. Inga underarter finns listade i Catalogue of Life.